# 블루밍 러브
《블루밍 러브》(영어: A Little Chaos)는 2014년 공개된 영국의 시대극 영화이다.

## 출연
- 케이트 윈슬렛 : 드 바라 역
- 마티아스 스후나르츠 : 르 노트르 역
- 앨런 릭먼 : 루이 14세 역
- 스탠리 투치 : 필립 역
- 제니퍼 엘 : 마담 드 몽테스팡 역
- 헬렌 맥크로리 : 마담 르 노트레 역
- 스티브 워딩튼 : 티에리 뒤라스 역
- 대니 웹 : 클로드 물랭 역
- 애드리언 쉴러 : 장 리세 역
- 폴린 모란 : 아리안 역
- 필리다 로우 : 수잔 역
- 모건 왓킨스 : 뤽 역
- 애드리언 스카보로 : 다니엘 르 벨르 역
- 헨리 가렛 : 빈센트 역
- 가이 포터
- 폴리나 보에바 : 시장상인 역
- 아담 제임스 : 필립 드 바라 역
- 앨리스테어 페트리 : 드 빌 역
- 앤드류 크레이포드 : 커츠만 장군 / 시장일꾼 역
- 배리 마틴 : 왕의 서랍장 역